# Jeu de dés de Frankenburg

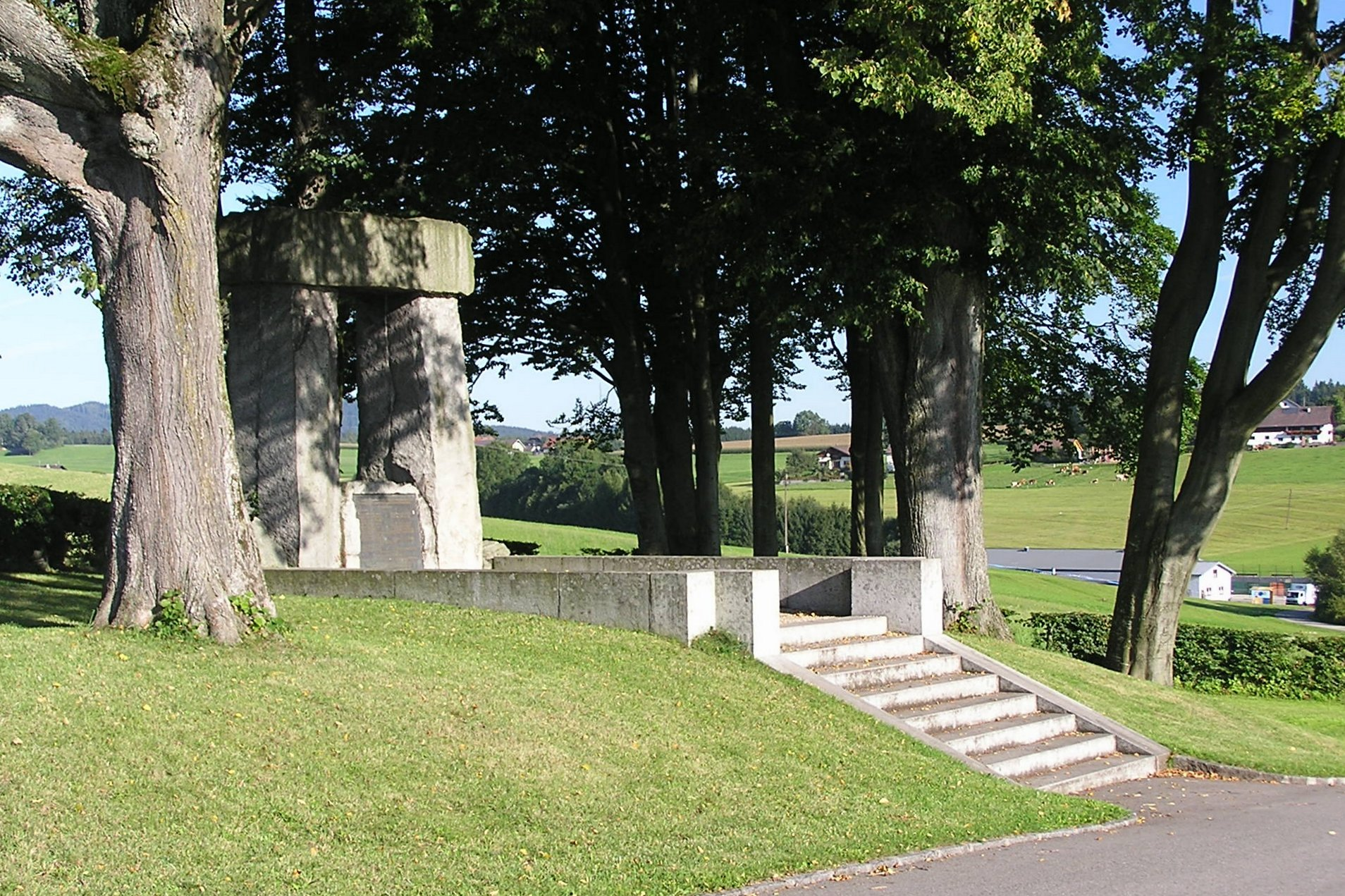
Mémorial du jeu de dés de Frankenburg

Le jeu de dés de Frankenburg en 1625 est le prélude à la guerre des paysans en Haute-Autriche et se déroule dans le contexte historique de la Contre-Réforme. La scène est Haushamerfeld à Pfaffing, qui appartient à l'époque au comté de Frankenburg. Le terme "jeu de dés" est né au XIXe siècle. Les dés dans les armoiries locales sont symboliques de ce processus.

## Histoire
En 1620, au début de la guerre de Trente Ans, la Haute-Autriche est mise en gage par la maison de Habsbourg au duc bavarois Maximilien faute de fonds propres pour le trésor de guerre. Dans les années qui suivent, Maximilien envoie de nombreux fonctionnaires fiscaux ainsi que le clergé catholique en Haute-Autriche, qui doivent y faire appliquer la Contre-Réforme conformément au principe juridique Cujus regio, ejus religio. Lorsqu'en mai 1625 un prêtre catholique doit être installé dans la paroisse protestante de Frankenburg, un soulèvement armé éclate. Le prêtre est chassé, le gardien du comté est assiégé dans le château de Frankenburg. Après s'être vu promettre la grâce, les insurgés abandonnent le siège.
Le stathouder bavarois du pays au-dessus de l'Enns, Adam von Herberstorff, promet également la grâce lorsque, le 15 mai, il convoque tous les habitants masculins du comté à Haushamerfeld, entre Frankenburg et Vöcklamarkt, pour tenir une cour contre les rebelles. Au total, environ 5 000 hommes sont rassemblés, dont les 36 meneurs présumés du soulèvement de Frankenburg, protégés par des soldats bavarois. Herberstorff les informe qu'ils sont condamnés à mort. Herberstorff, cependant, en fait gracier la moitié, c'est pourquoi il a fait jouer les 36 victimes par paires. 16 perdants du jeu de dés sont pendus, deux autres perdants sont graciés. L'assistant d'un teinturier est arrêté et également pendu, de sorte qu'un total de 17 hommes furent jugés.
Cette action punitive drastique n'a pas eu l'effet espéré par Herberstorff, mais déclenche un soulèvement paysan soigneusement planifié en Haute-Autriche, qui éclate en mai 1626.

## Culture
Depuis 1925, cet événement dramatique est reconstitué tous les deux ans par plus de 400 acteurs amateurs, dont de nombreux descendants des personnes condamnées à l'époque.
En 1936, à la demande de Joseph Goebbels, Eberhard Wolfgang Möller écrit Frankenburger Würfelspiel, créé dans le programme d'accompagnement des Jeux olympiques d'été de 1936. Cependant, mis à part le contexte historique, la pièce n'a rien de commun avec la reconstitution de Frankenburg[réf. nécessaire].

## Source, notes et références
- (de) Cet article est partiellement ou en totalité issu de l’article de Wikipédia en allemand intitulé « Frankenburger Würfelspiel » (voir la liste des auteurs).

1. ↑  (de) Gunnar Strunz, Oberösterreich : Natur und Kultur zwischen Böhmerwald und Alpen, Trescher Verlag, 2019, 375 p. (ISBN 9783897944282, lire en ligne), p. 35
2. ↑  (de) Uwe Grinzinger, « Oberösterreich: Der Würfelspielwanderweg in Frankenburg », sur Der Standard, 2017 (consulté le 22 juin 2022)